# 奧萊什尼亞 (切爾尼戈夫區)
參數所指定的目標頁面不存在，建議更正成存在頁面或直接建立下列一個頁面（建立前請先搜尋是否有合適的存在頁面可以取代）：
- 奧萊什尼亞

51°57′14″N 31°9′4″E / 51.95389°N 31.15111°E

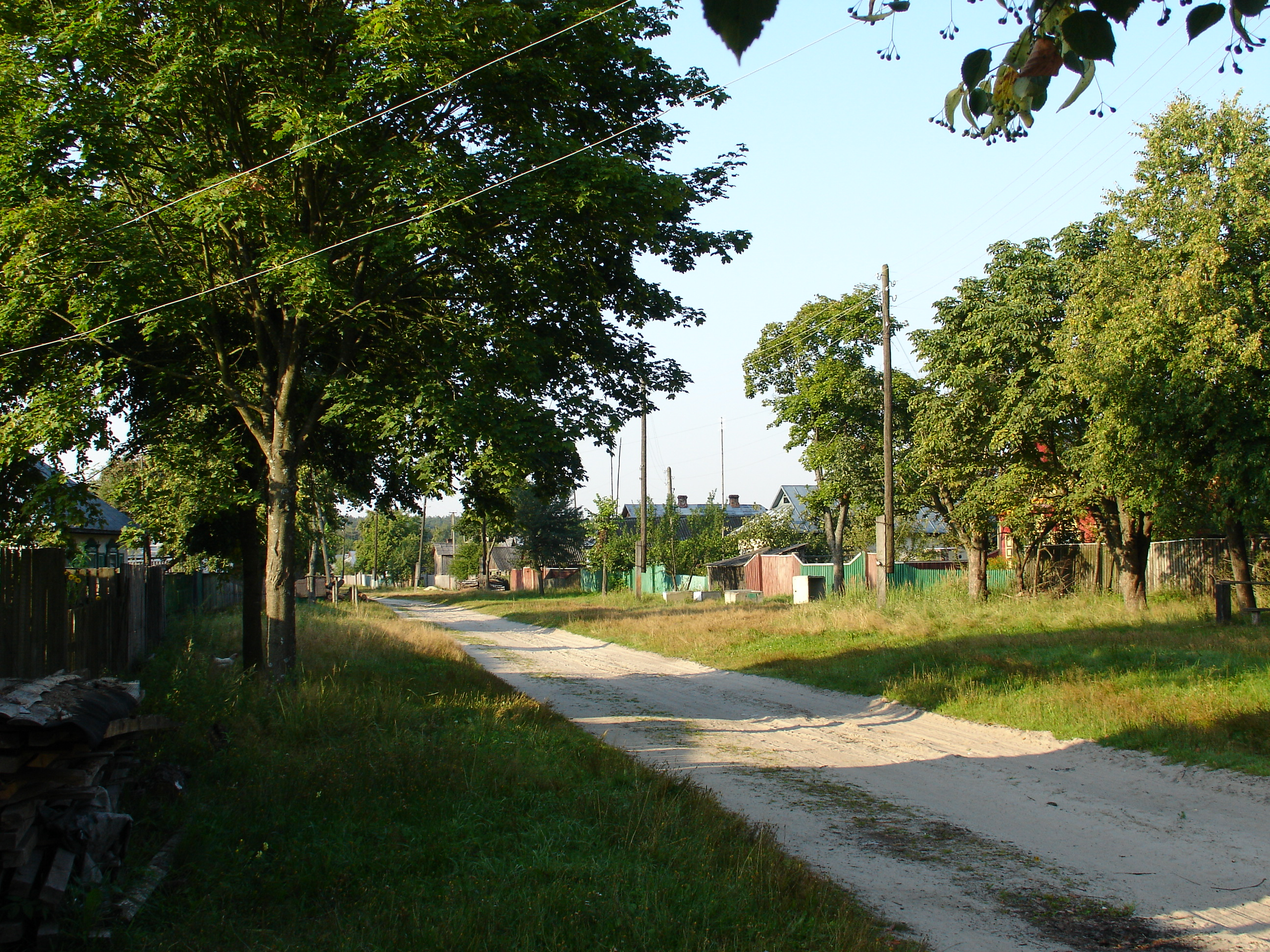
奧列什尼亞

奧萊什尼亞（烏克蘭語：Олешня）是烏克蘭的村落，位於該國北部切爾尼戈夫州，由切爾尼戈夫區負責管轄，始建於1706年，面積2.82平方公里，2022年人口800，人口密度每平方公里348.2人。